# Elisabeth Kehrer
Elisabeth Kehrer (geboren am 15. Februar 1961 in Wien) ist seit 2021 österreichische Botschafterin in Mexiko. Kehrer war auch Botschafterin in Finnland und Österreichs erste Botschafterin in Malta.

## Leben
Kehrer beendete 1984 das Studium der Rechtswissenschaften an der Universität Wien mit einem Doktorat. Zwischen 1984 und 1985 machte sie ein postgraduales Studium zum vergleichenden Verfassungsrecht, wofür sie einen Diplome Supérieur von der Panthéon-Assas Universität in Frankreich erhielt.
Von 1983 bis 1986 arbeitete Kehrer als Studien- und Universitätsassistentin am Institut für Staats- und Verwaltungsrecht. Zwischen 1986 und 1988 war sie als wissenschaftliche Mitarbeiterin am Verfassungsgerichtshof tätig. Von 1988 bis 1990 arbeitete sie im Völkerrechtsbüro des österreichischen Außenministeriums. 1990 bis 1994 war sie Zugeteilte an der Ständigen Vertretung Österreichs bei den Vereinten Nationen in New York. Von 1994 bis 1997 war sie Erstzugeteilte an der Österreichischen Botschaft in Dublin und von 1997 bis 2001 war sie Referatsleiterin der Abteilung für Gemeinsame Außen- und Sicherheitspolitik der EU im Außenministerium.
Von 2001 bis 2005 war Elisabeth Kehrer Generalkonsulin in Chicago und von 2005 bis 2007 erste österreichische Botschafterin in Malta. Von 2007 bis 2012 war sie Leiterin der Abteilung III.2 im Außenministerium. Von 2013 bis 2017 war sie Botschafterin in Finnland. 2017 bis 2021 war sie Leiterin der Abteilung für Amerika. 2020 bis 2021 war sie stellvertretende Leiterin der Abteilung für politische Angelegenheiten.
Seit Februar 2021 ist sie österreichische Botschafterin in Mexiko, mitakkreditiert in Belize, Costa Rica, El Salvador, Guatemala, Honduras und Nicaragua.

## Weblink
Lebenslauf Elisabeth Kehrer. In: Österreichische Botschaft Mexico. Abgerufen am 15. April 2024.